# Buck-konverter
En buck-konverter eller step-down-konverter er en smps med en numerisk output-spænding mindre end dens numeriske input-spænding og input og output har ens fortegn. Boost-konvertere er en klasse af switching-mode power supply (SMPS) indeholdende i sin simpleste form en kommutationscelle; en aktiv kontakt (f.eks. en transistor) og en passiv kontakt (f.eks. en diode) og en spole som energilager. Herudover har buck-konverteren sædvanligvis brug for filtrering udgjort af kondensatorer (mange gange i kombination med spoler) for at mindske output-fluktuationer og især input-fluktuationer (ripple) og EMI.
Den simpleste måde at reducere en DC-spænding er ved at anvende et spændingsdelerkredsløb, men spændingsdelere spilder energi, da de virker ved at "brænde" overflødig energi af som varme; herudover er spændingen ikke reguleret (varierer f.eks. med input-spændingen). I modsætning hertil kan en buck-konverter være temmelig effektiv (let op til 95% for integrerede kredsløb) og selvregulerende, hvilket gør dem anvendelige til opgaver såsom at konvertere en typisk batterispænding på 12-24V i en bærbar computer ned til nogle få volt som mikroprocessoren behøver.

## Driftsprincip
Det grundlæggende princip, som får buck-konverteren til at virke, er spolens selvinduktion – og herudover den rette timing og miljø.
Når spolen lagrer energi opfører den sig som en belastning og absorberer energi, som lagres i magnetfeltet – og når den afgiver energi, opfører den sig som en energikilde. Spændingen den opretholder under afladningsfasen er præcis så stor, at spolens strøm (relateret til magnetfeltet) opretholdes, og output-spændingen er under normal drift numerisk mindre, men med samme fortegn, men herudover uafhængig af input-spændingen.

## Vedvarende/kontinuert strømdrift (CCM)
Når en buck-konverter drives i kontinuert strømdrift (CCM), falder strømmen gennem spolen ({\displaystyle I_{L}}) ikke til nul. Den anvendte nomenklatur er som i figur 1.
Yderligere antagelser i dette afsnit:
- komponenterne har ideel opførsel
- konverteren arbejder i ligevægt
- {\displaystyle V_{i}} er konstant
- Output-spændingen {\displaystyle V_{o}} er numerisk mindre end input-spændingen {\displaystyle V_{i}} (belastningen er passende høj resistans og kondensatoren passende høj kapacitans)
- {\displaystyle V_{o}} er konstant, hvilket betyder at kondensatorens kapacitans nødvendigvis er uendelig
- {\displaystyle V_{o}} har samme fortegn som {\displaystyle V_{i}}. Med den viste dioderetning er begge positive.

Figur 3 viser de typiske strøm og spændingsgrafer i en konverter med CCM-drift. En buck-konverters driftstilstande under CCM (se figur 2) er:
- i transistor on-tilstanden (diode off), er S ledende (se figur 1), hvilket resulterer i en stigende spolestrøm over tidsinterval [0;D*T[.
- i transistor off-tilstanden (diode on), er S ikke-ledende og så længe den er det (og der er energi lagret i spolens magnetfelt), vil dioden lede spolens genererede strøm til kondensatoren C og belastningen R. Dette sker over tidsinterval [D*T;T[

Under de tidligere nævnte antagelser kan output-spændingens ligning udledes. Dette gøres i det følgende.
Når S er ledende; on (transistoren er on), vil input-spændingen ({\displaystyle V_{i}-V_{o}}) være påtrykt spolen, hvilket resulterer i en linear stigende strøm ({\displaystyle I_{L}}) løber gennem spolen som funktion af (t), som kan beregnes ved følgende formel:
{\displaystyle {\frac {\Delta I_{L}}{\Delta t}}={\frac {V_{i}-V_{o}}{L}}}
Ved slutningen af S on-perioden, vil stigningen af IL derfor være:
{\displaystyle \Delta I_{L_{on}}=\int _{0}^{DT}{\frac {V_{L}}{L}}\,dt={\frac {\left(V_{i}-V_{o}\right)\cdot DT}{L}}}
D er arbejdscyklus (en. duty cycle). D repræsenterer brøkdelen, at S er on i forhold til den totale S on plus S off tid (S on plus S off er her kommutationscyklens tid). Derfor vil D være mellem 0 (S er aldrig on) og 1 (S er altid on).
Når S er off, sender spolen en faldende strøm over tid gennem kondensator og belastning. Under de tidligere antagelser, vil udviklingen af IL være lineart faldende:
{\displaystyle V_{o}=L{\frac {dI_{L}}{dt}}}
I så fald vil det lineare IL fald under S off-perioden være:
{\displaystyle \Delta I_{L_{off}}=\int _{0}^{(1-D)T}{\frac {V_{L}}{L}}\,dt=-{\frac {V_{o}\cdot (1-D)T}{L}}}
Da vi antager at konverteren drives under ligevægtsbetingelser, bliver energimængden gemt i hver af dets komponenter nødt til at være den samme ved begyndelsen og slutningen af kommutationscyklen. I spolen vil den være givet ved:
{\displaystyle E={\frac {1}{2}}LI_{L}^{2}}
Derfor vil spolestrømmen, under de givne antagelser, være den samme ved begyndelsen og slutningen af kommutationscyklen. Dette kan skrives som
{\displaystyle \Delta I_{L_{on}}+\Delta I_{L_{off}}=0}
Ved at erstatte {\displaystyle \Delta I_{L_{on}}} og {\displaystyle \Delta I_{L_{off}}} med deres udtryk giver:
{\displaystyle {\frac {\left(V_{i}-V_{o}\right)\cdot DT}{L}}-{\frac {V_{o}\cdot (1-D)T}{L}}=0}
Dette kan skrives som:
{\displaystyle V_{o}=D\cdot V_{i}}
Hvilket viser at arbejdscyklus er:
{\displaystyle D={\frac {V_{o}}{V_{i}}}}
Hvis antagelserne holder, vil output-spændingen stige med D, når arbejdscyklus går fra 0 til 1) – og mod input-spændingen, når D går mod 1. Da D er mindre end eller lig 1, vil output-spændingen numerisk være mindre eller lig input-spændingen. Dette er årsagen til at denne konvertertype også benævnes step-down-konverter.

## Diskontinuert strømdrift (DCM)
Man kan vælge at spolestrømmen skal falde til nul i en del af kommutationscyklen. Den eneste forskel fra CCM-drift er at spolen er tømt for energi i en kort tid (se figur 4). Nomenklatur som i figur 1.
Yderligere antagelser i dette afsnit:
- komponenterne har ideel opførsel
- konverteren arbejder i ligevægt
- {\displaystyle V_{i}} er konstant
- Output-spændingen {\displaystyle V_{o}} er numerisk mindre end input-spændingen {\displaystyle V_{i}} (belastningen er passende høj resistans og kondensatoren passende høj kapacitans)
- {\displaystyle V_{o}} er konstant, hvilket betyder at kondensatorens kapacitans nødvendigvis er uendelig
- {\displaystyle V_{o}} har samme fortegn som {\displaystyle V_{i}}. Med den viste dioderetning er begge positive.

En buck-konverters driftstilstande under diskontinuert strømdrift (DCM) (se figur 2) er:
- i transistor on-tilstanden (diode off), er S ledende (se figur 1), hvilket resulterer i en stigende spolestrøm over tidsinterval [0;D*T[.
- i transistor off-tilstanden (diode on), er S ikke-ledende og så længe der er energi lagret i spolens magnetfelt, vil dioden lede spolens genererede strøm til kondensatoren og belastningen R. Dette sker over tidsinterval [D*T;(D+δ)*T[
- i transistor off-tilstanden (diode off), er S ikke-ledende og der er ingen energi lagret i spolens magnetfelt, så dioden er også ikke-ledende. Dette sker over tidsinterval [(D+δ)*T;T[

Det har en effekt på output-spændingens ligning. Den udledes i det følgende.
Da, spolestrømmen ved begyndelsen af kommutationscyklen er nul, vil dens maksimumsværdi {\displaystyle I_{L_{max}}} (ved {\displaystyle t=DT}) være
{\displaystyle I_{L_{max}}={\frac {V_{i}-V_{o}}{L}}D\cdot T}
transistor off-tilstanden (diode on), IL falder til nul efter {\displaystyle \delta T}:
{\displaystyle I_{L_{max}}+{\frac {V_{o}\delta T}{L}}=0}
Ved at anvende de to foregående ligninger er δ:
{\displaystyle \delta ={\frac {V_{i}-V_{o}}{V_{o}}}D}
Belastningsstrømmen Io er lig diodens middelstrøm (ID). Som det kan ses på figur 4, er diodestrømmen lig spolestrømmen mens S er off. Derfor kan output-strømmen skrives som:
{\displaystyle I_{o}={\bar {I_{D}}}={\frac {1}{2}}I_{L_{max}}\cdot D+{\frac {1}{2}}I_{L_{max}}\cdot \delta ={\frac {I_{L_{max}}\left(D+\delta \right)}{2}}}
Ved at udskifte ILmax og δ med deres respektive udtryk fås:
{\displaystyle I_{o}={\frac {\left(V_{i}-V_{o}\right)D\cdot T\left(D+\delta \right)}{2L}}}
Og ved substitution af δ med udtrykket ovenfor fås:
{\displaystyle I_{o}={\frac {\left(V_{i}-V_{o}\right)D\cdot T\left(D+{\frac {V_{i}-V_{o}}{V_{o}}}D\right)}{2L}}}
Derfor kan output-spændings-forstærkningsfaktoren skrives som følger:
{\displaystyle {\frac {V_{o}}{V_{i}}}={\frac {1}{{\frac {2L\cdot I_{o}}{D^{2}\cdot V_{i}\cdot T}}+1}}}
Sammenlignet med udtrykket af output-spændingen for CCM-drift, er dette udtryk mere kompliceret. Ydermere vil output-spændings-forstærkningsfaktoren ikke kun afhænge af arbejdscyklus, men også af spolens induktans, input-spændingen, (T) og output-strømmen.